# Benoist XIV
Il Benoist XIV, citato anche come Benoist Model 14 Modello 14, fu un idrovolante di linea biplano monomotore realizzato dall'azienda aeronautica statunitense Benoist Aircraft Company negli anni dieci del XX secolo.

## Tecnica
Il Benoist XIV era un idrovolante dall'aspetto convenzionale per l'epoca; monomotore biplano a scafo centrale di costruzione lignea.
Lo scafo, realizzato con struttura in legno di abete (spruce aircraft wood) ricoperta da pannelli di compensato e tela, era caratterizzato da un abitacolo aperto a due posti affiancati, uno per il pilota e l'altro per il passeggero, posizionato sulla parte anteriore prima dell'ala. Posteriormente terminava in un impennaggio cruciforme dotato di una grande ed unica deriva triangolare a cui era collegato un timone di grandi dimensioni e da un unico piano orizzontale a pianta triangolare, controventato da entrambi i lati, a cui erano collegati i due equilibratori, il tutto integrato da tiranti in filo d'acciaio. I galleggianti equilibratori erano posizionati sotto le estremità alari dell'ala inferiore.
La configurazione alare era biplana con l'ala superiore ed inferiore di ugual misura, realizzate anch'esse in legno e ricoperte di tela. L'inferiore, collocata alta sullo scafo, era collegata alla superiore, l'unica dotata di alettoni, tramite una serie di quattro coppie di montanti per lato integrati da tiranti obliqui in filo d'acciaio.
La propulsione era affidata ad un motore Roberts a sei cilindri in linea collocato, separato da una paratia, alle spalle dell'abitacolo, e che trasmetteva, tramite catena di trasmissione, il moto all'elica bipala in legno a passo fisso, posizionata sulla parte posteriore in configurazione spingente ed in corrispondenza del bordo d'uscita alare.

## Utilizzatori
Stati Uniti
- St Petersburg-Tampa Airboat Line

## Esemplari attualmente esistenti

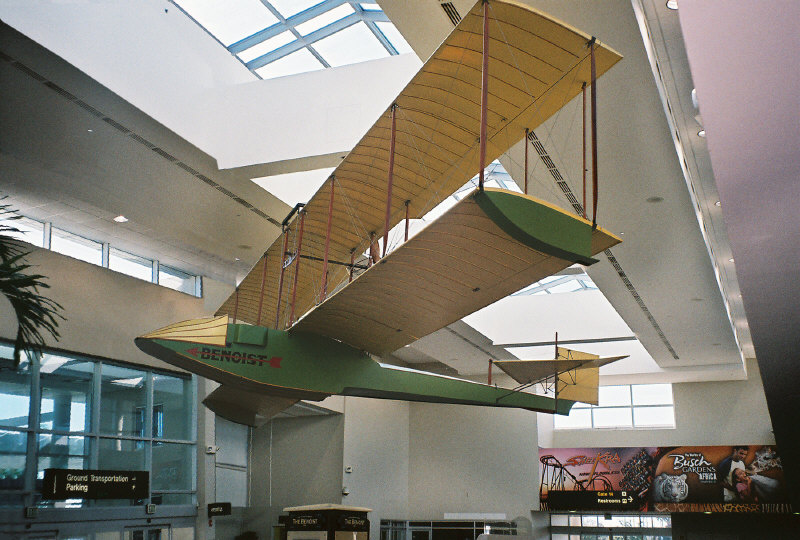
La replica del Benoist XIV esposta all'aeroporto Internazionale di St. Petersburg-Clearwater.

Dei due esemplari costruiti nessuno è giunto ai giorni nostri. Tuttavia esistono tre repliche, una delle quali, realizzata dalla Florida Aviation Historical Society, venne utilizzata per un breve volo commemorativo in occasione del 75º anniversario del suo primo volo ai comandi di Tony Jannus. Oltre a questa, ora inserita nella collezione del St Petersburg Museum of History, sono esposte nella sala bagagli dell'aeroporto Internazionale di St. Petersburg-Clearwater e nell'aeroporto Internazionale di Tampa.